# Saucisson
Pour les articles homonymes, voir Saucisson (homonymie).

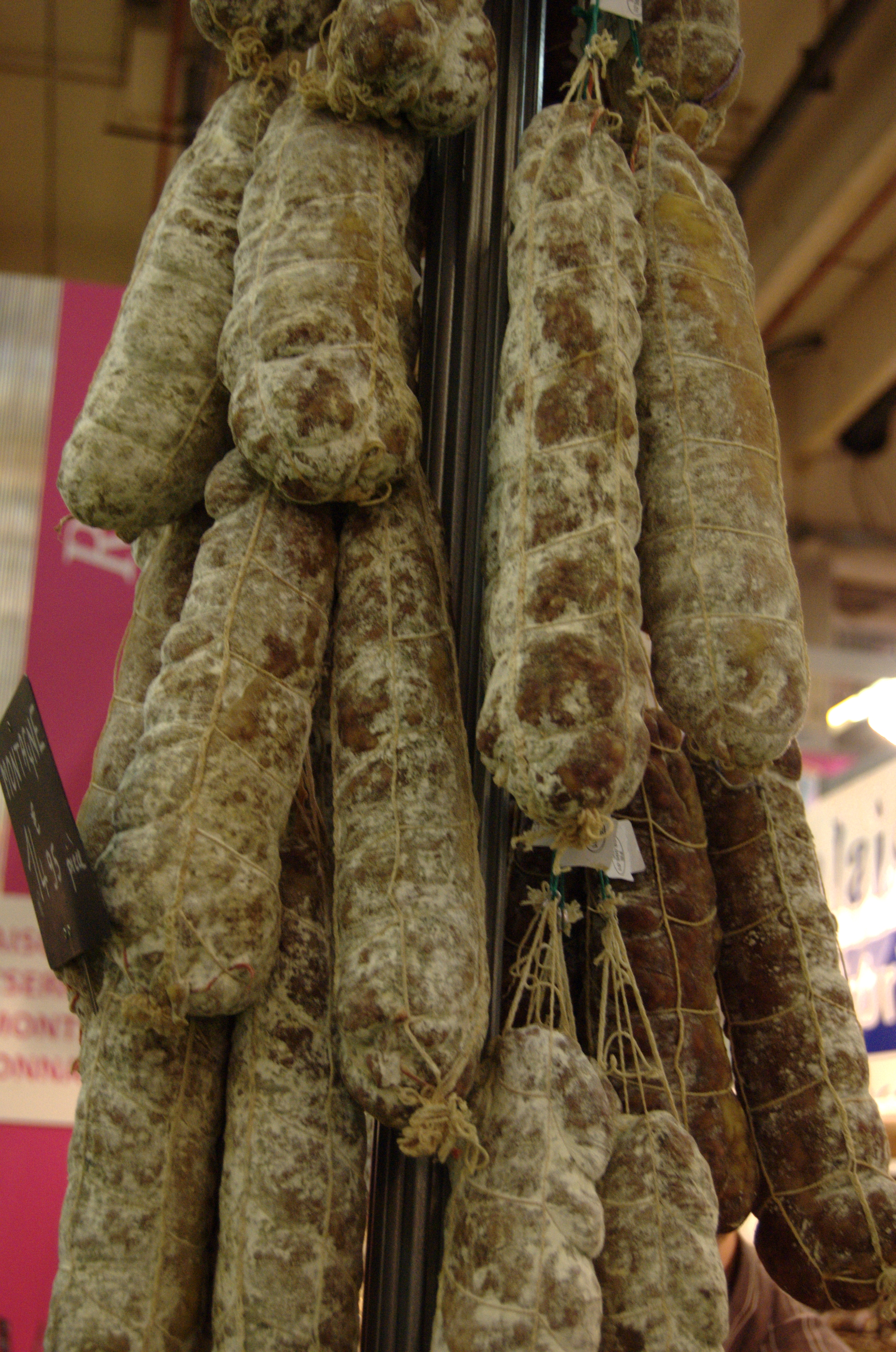
Saucissons secs dont la « fleur de surface » peut être naturelle, rajoutée (sélection de sources de levures telles que Penicillium nalgiovense, P. camembertii, P. chrysogenum) ou artificielles (poudres de fleurages tels que le talc, des farines, des carbonates ou des cendres).

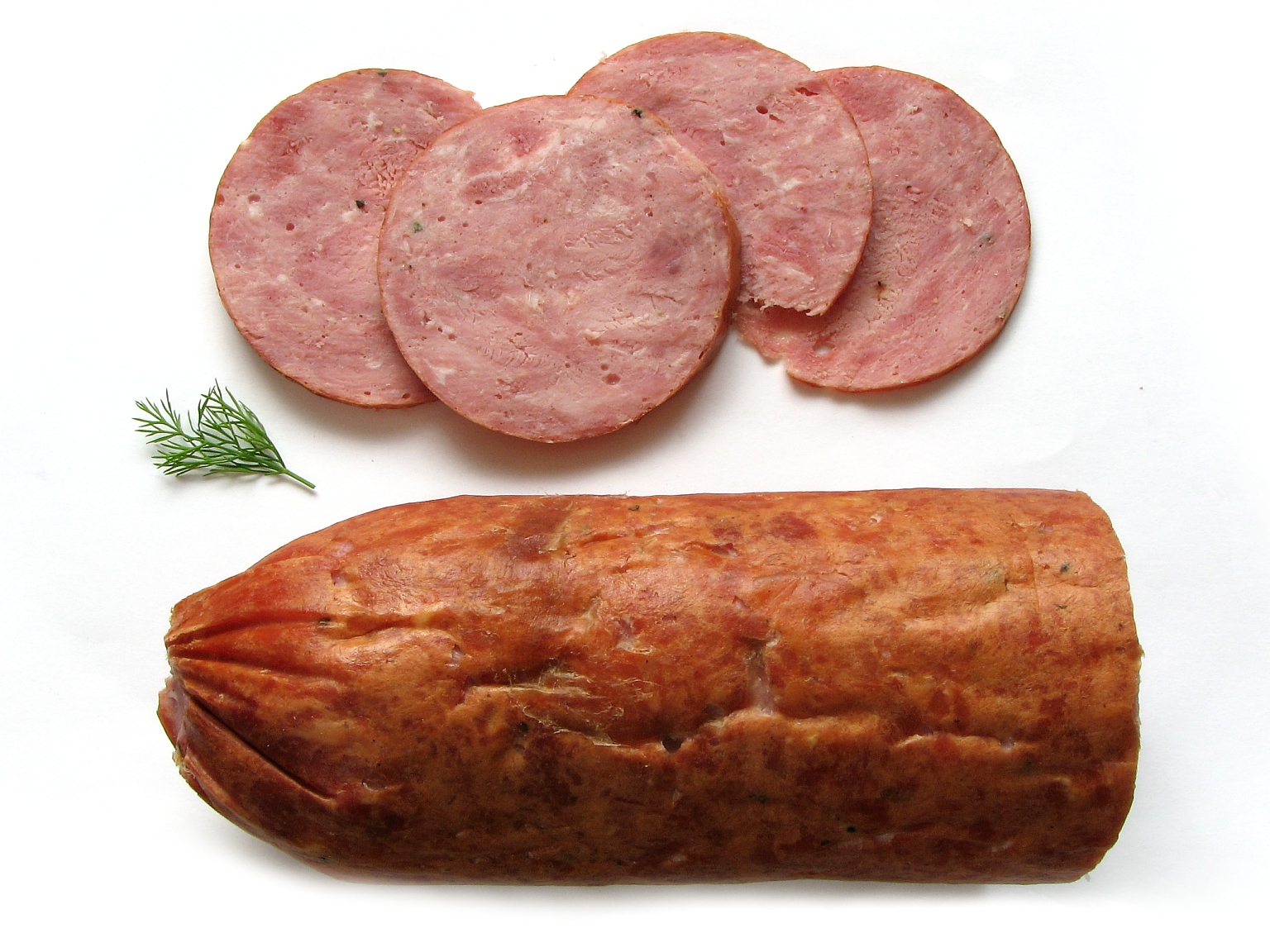
Saucisson à l'ail.

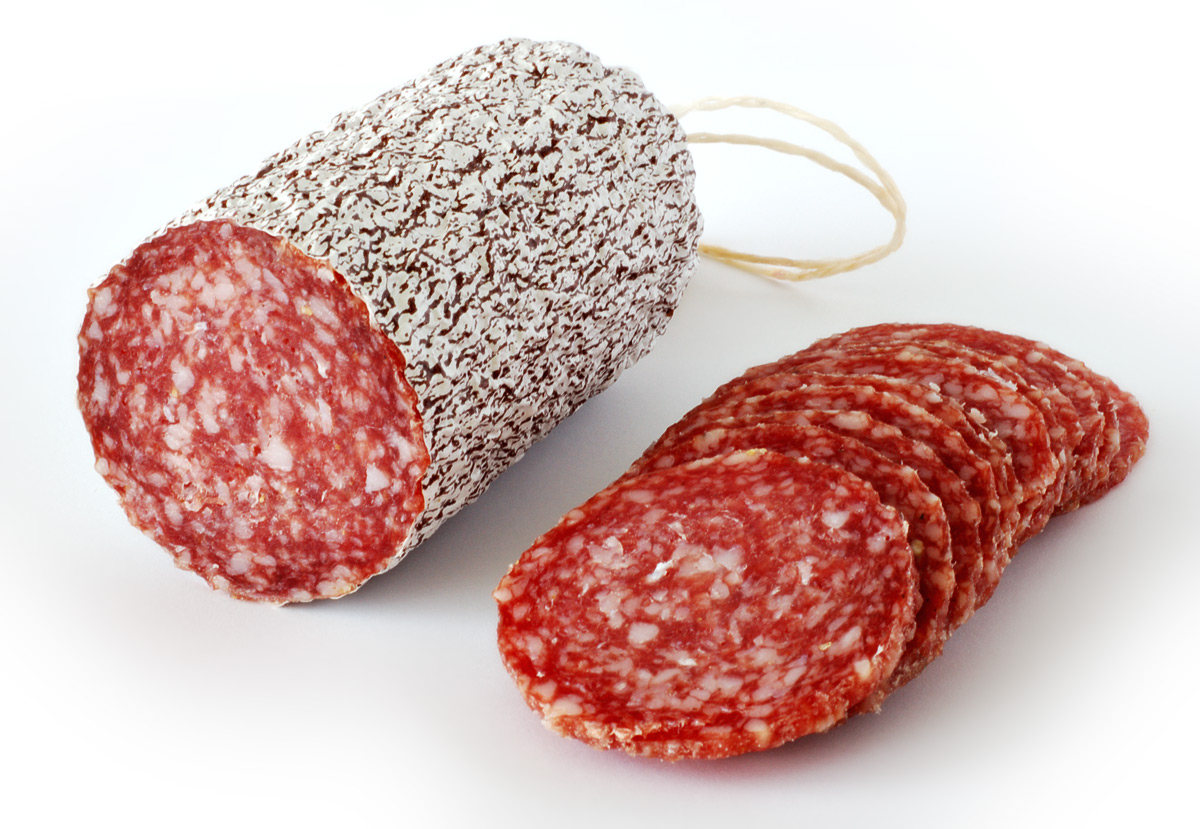
Salami artisanal.

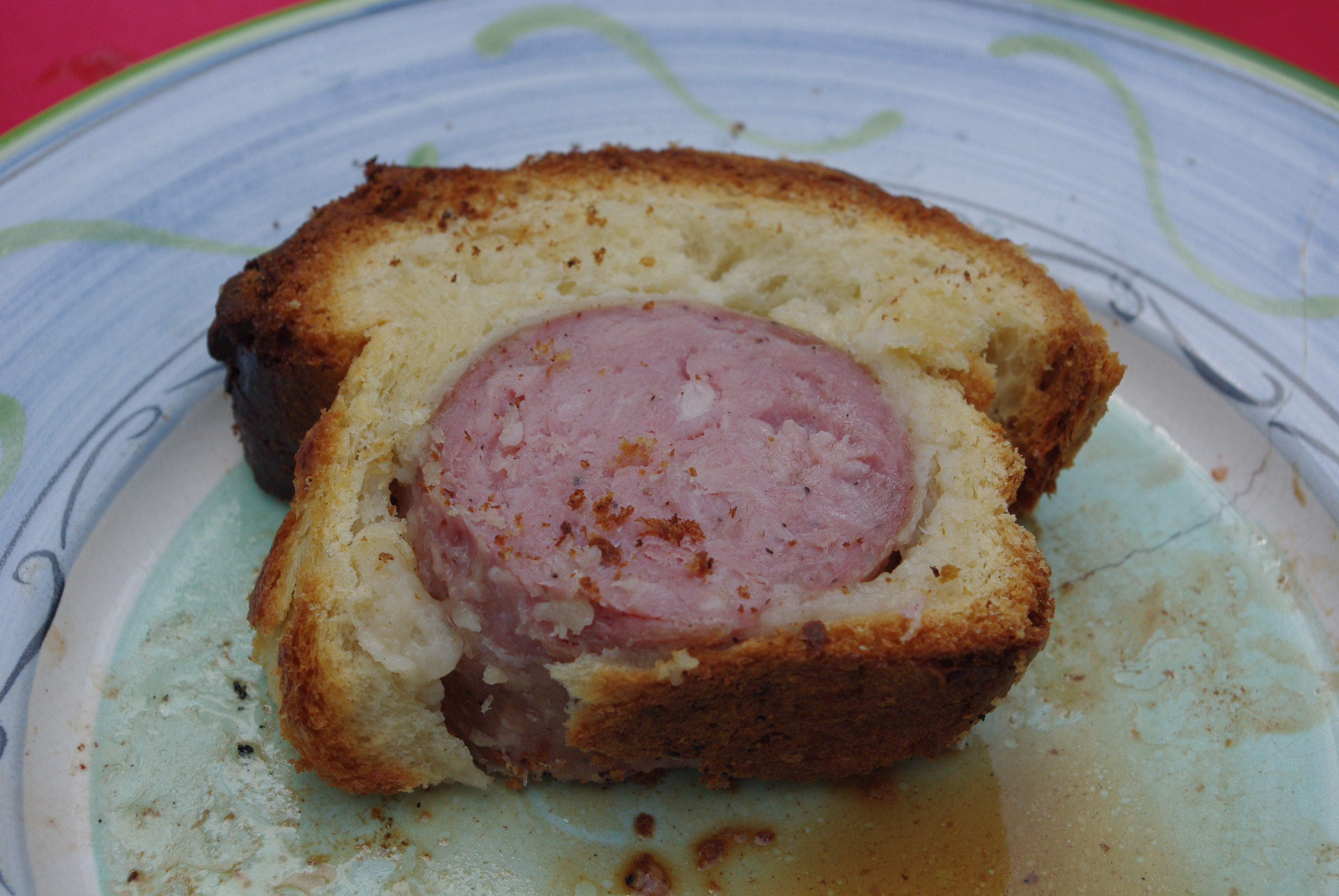
Saucisson brioché.

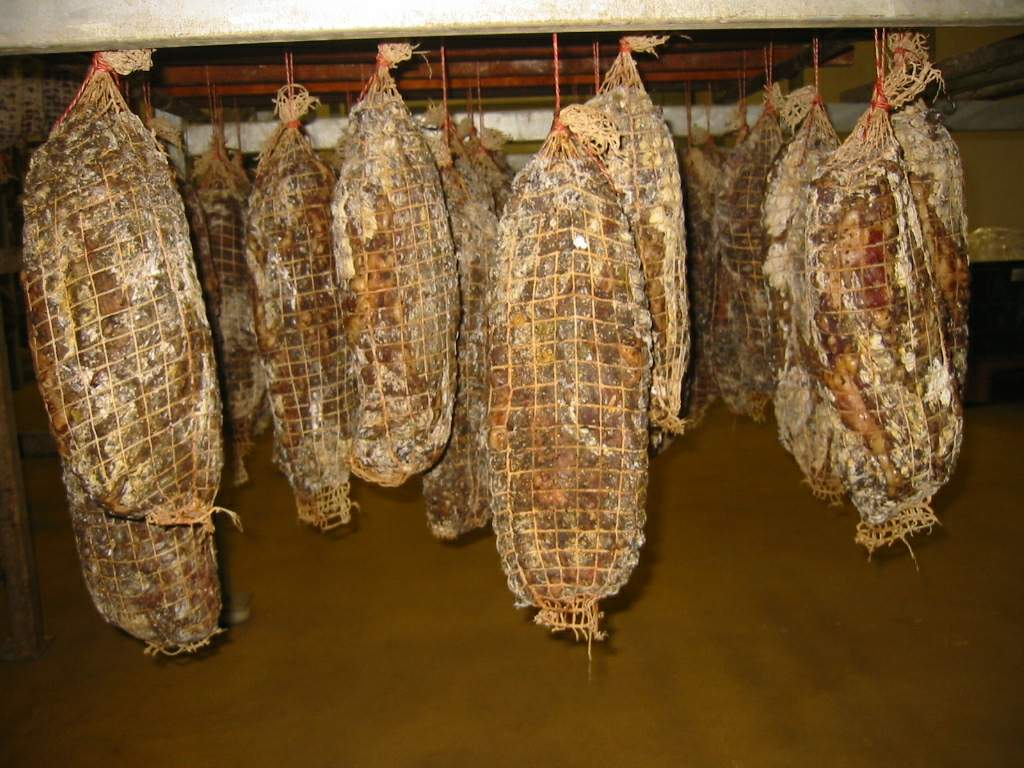
Saucissons du Jura mis à sécher.

Un saucisson est une charcuterie composée d'un hachis d'une ou plusieurs viandes, principalement du porc, assaisonné de plusieurs façons suivant des traditions locales, régionales ou nationales. Après avoir été mis dans un boyau naturel ou artificiel (embossage) pour lui donner sa forme, le saucisson est soit « étuvé et/ou séché », parfois fumé pendant au moins quatre semaines, soit « étuvé et/ou poché » puis refroidi dans un bouillon, comme pour le saucisson à l'ail. Son diamètre peut aller de quelques millimètres jusqu'à une vingtaine de centimètres.
Il est vendu en entier, en tronçons ou en rondelles sous toutes sortes d'appellations dans de nombreux pays.

## Histoire
Les peuples celtes étaient réputés dans la préparation de tout types de salaisons, notamment des saucissons. La renommée des charcuteries gauloises était telle qu’elles étaient exportées à Rome et dans le reste de l’Empire romain,,.  
De plus, en accompagnement de la cervoise, les Gaulois consommaient des légumes secs, des fèves, des lentilles et surtout du cochon. Les salaisons connues de l’époque gallo-romaine sont le porc salé, le jambon et, notamment, le saucisson.
En 1546, le mot saucisson, du latin salsus, « salé », apparaît en France dans le Tiers Livre de Rabelais. 

## Fabrication
Le saucisson est composé d’un boyau d’animal (bœuf, porc…) fourré de viande hachée, salée ou saumurée, parfois agrémentée de fruits, légumes, de fromages ou d’alcool. La viande utilisée est généralement de la viande de porc ; il en existe contenant aussi du taureau, de l’agneau, de l’âne, du bœuf, du cheval, du sanglier ou de la volaille. Le gras est généralement du gras de porc.
Il existe des saucissons casher et halal, le plus souvent assez éloignés de l'aspect et du goût de saucissons classiques ; ils sont de viande de taureau, de dinde, ou d'âne et utilisent généralement du gras de bœuf ou des préparations industrielles.
Le « saucisson d'âne » vendu aux touristes en Corse n'a rien d'une spécialité régionale (les Corses élèvent des ânes, ils n'en mangent pas). Il s'agit d'un saucisson de cochon industriel contenant entre 5 % et 20 % de viande d'âne ou de mule originaire d'Amérique latine,,.

### Saucisson sec
La garniture est généralement composée de deux tiers à trois quarts de viande maigre et d'un quart à un tiers de gras (issu principalement de lard dorsal du porc, appelé bardière). L’ensemble est haché à des degrés divers (gros, gros et fin, ou fin), utilisés pour distinguer les différents types de saucisson (saucisson de montagne, saucisson de Lyon ou salami). On obtient alors la « mêlée » qui sera additionnée de sel, parfois de sucre, d’épices et d’additifs (sel nitrité et/ou salpêtre), ainsi que de ferments bactériens, dans le cas des productions artisanales et industrielles : les lactobacilles et streptocoques qui acidifient le milieu, les pédiocoques qui apportent la coloration avec le nitrate de potassium et les microcoques qui assurent la protéolyse et la lipolyse et développent la flaveur en libérant des composés précurseurs d'arômes.
La mêlée peut être agrémentée, selon la spécialité recherchée, de grains de poivres blancs ou noirs ou d’autres baies et épices (muscade, macis), d’herbes, de pulpe d’ail, parfois de fruits secs (noisettes, pistaches, figues, olives), ou d’alcools (génépi, marc, vin), ou même de fromage au lait de vache ou de chèvre. Cette charcuterie crue, naturellement ou industriellement fermentée et séchée, a des propriétés sensorielles (goût, odeur, arôme, couleur, texture) qui découlent directement des activités métaboliques de la flore bactérienne naturelle, développée lors de son élaboration (métabiose).

### Saucisson cuit ou à cuire

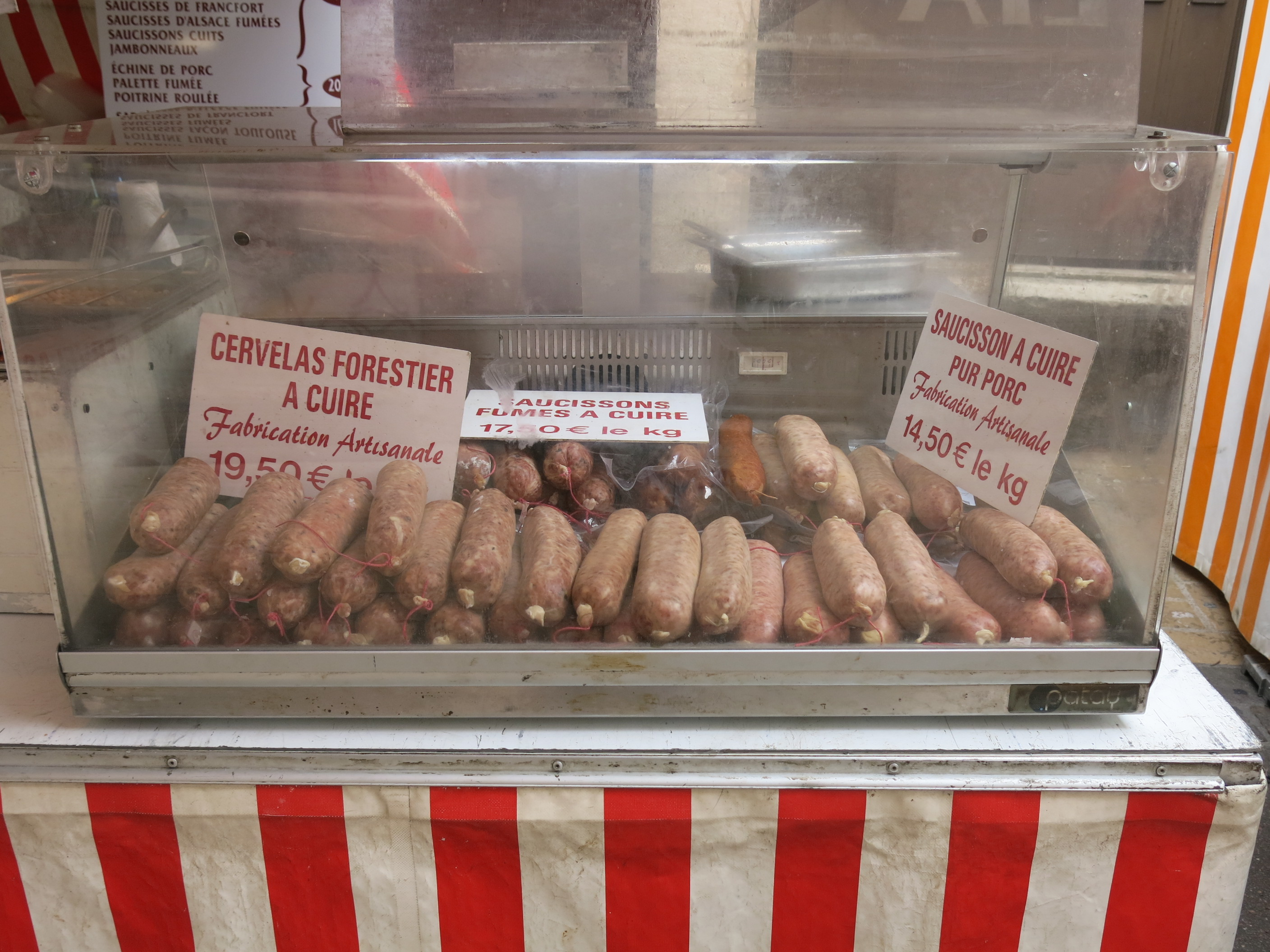
Saucissons à cuire sur le marché de Tournus.

La garniture est beaucoup plus variée (veau, porc, abats, œuf, farines, plantes potagères…). Le hachage peut être agrémenté de dés de jambon, de langue, de jarret, de gras… La préparation peut être cuite ou à cuire, mangée froide ou chaude, en brioche, en pâté, en garniture, en salade, tartinée sur du pain de campagne ou sur des canapés.

### Embossage
Le premier choix pour l'embossage porte sur le boyau naturel, appelé chaudin. Il faut une peau suffisamment épaisse et solide pour éviter qu’elle n’éclate lors du remplissage. Il faut également que la peau soit suffisamment fine et perméable pour permettre le séchage du saucisson. Dans certains cas, il peut aussi s’agir de boyaux industriels en fibres animales collagéniques.
Les boyaux naturels sont ensuite lavés, dégraissés puis gonflés pour en vérifier l’état et la taille. Ils sont ensuite salés pour permettre leur conservation et l’une des extrémités est fermée à l’aide d’une ficelle.
Le boyau est ensuite dessalé, rempli (la « mêlée » y est « embossée ») puis ficelé avant étuvage. Cette deuxième étape est primordiale, car elle permet le développement bactérien naturel nécessaire à l’affinage de cette spécialité.

### Séchage
Il passe ensuite plusieurs jours au séchage où se développent des micro-organismes. C’est au cours de cette étape ultime que le saucisson acquiert des qualités organoleptiques grâce aux transformations physico-chimiques et biochimiques successives des glucides, lipides et protéines contenues dans la mêlée.
Une fois le séchage effectué, l’enveloppe du saucisson est nettoyée et saupoudrée de farine de froment. Selon la spécialité, elle pourra faire l’objet de diverses préparations et manipulations.

## Variétés

### Variétés de saucissons
- boutefas : spécialité vaudoise ;
- chorizo : originaire d’Espagne, il est fabriqué à base de viande de porc ou de bœuf agrémentée d’ail, de piment rouge et de poivre ;
- figatellu ou figatelle : fait spécialement de foie de porc et un peu piquant, c’est à l’origine une spécialité corse ; il existe également de la saucisse de foie en Ariège ;
- grelots : spécialité savoyarde ;
- jésus : spécialité lyonnaise ;
- lukinke : spécialité du Pays basque ;
- rosette : spécialité lyonnaise composée des parties nobles du porc et de gras ;
- salami : saucisson originaire d'Italie ;
- saucisson à l'ail : un classique français, mais aussi polonais ;
- saucisson d'Ardenne : spécialité ardennaise belge de saucisson fumé ;
- saucisson chasseur : petit saucisson prisé des chasseurs ;
- saucisson de Lyon : la viande maigre est hachée finement et agrémentée de petits cubes de gras de porc (lardons sans viande). Il peut être aussi composé au quart de viande de bœuf ;
- saucisson vaudois : spécialité vaudoise ;
- saucisson fumé : fuseau lorrain ;
- saucisson de l'Ardèche : spécialité ardéchoise protégée par une IGP.

#### Saucissons accommodés
- saucisson au marc de raisin ;
- saucisson aux myrtilles, saucisson aux noisettes ou saucisson aux pistaches ;
- saucisson au fromage (beaufort, gruyère, roquefort, laguiole ...) ;
- saucisson au génépi, spécialité savoyarde.

### Variétés de saucisses sèches
- saucisse sèche « à la perche » ou saucisse sèche proprement dite ;
- saucisse à l’huile : saucisse sèche conservée dans l’huile ;
- fouet catalan (en catalan fuet català) : saucisse sèche à base de porc, salée et/ou poivrée, très fine, à déguster crue ou avec du pain. Il en existe diverses sortes, telles que des fouets nature, au roquefort ou aux pignons.

## Alimentation

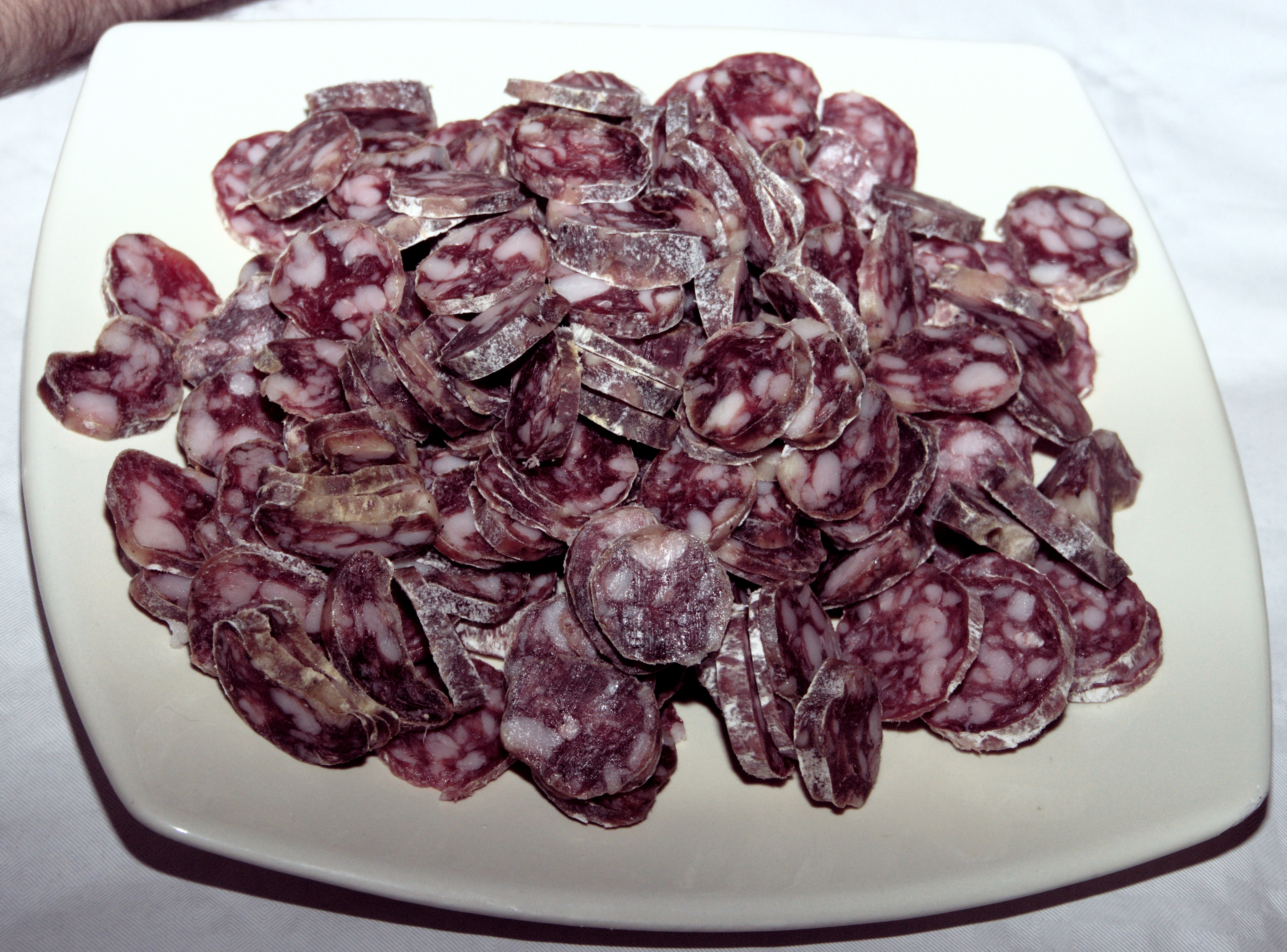
Rondelles de saucisson dans une assiette.

Facile à conserver ou à transporter, le saucisson est régulièrement consommé lors des pique-niques et des apéritifs.
Au niveau diététique, c’est un aliment salé, riches en nitrites et toujours gras et calorique. De ce fait, il se trouve exclu de nombreux régimes. En tant que viande transformée, il est classé parmi les produits cancérigènes, et en France l'Agence nationale de sécurité sanitaire recommande d'en consommer au plus 25 g par jour.

## Production

### Production française
Le saucisson, sous toutes ses formes, est très apprécié des Français qui en sont d’importants consommateurs. La production annuelle française avoisine 110 000 tonnes (2003), assurée à 70 % par la région Auvergne-Rhône-Alpes.